# Rozhodovací strom
Rozhodovací strom je jedna z data miningových technik. Důvodů pro aplikaci této techniky je několik. Hlavní důvod spočívá v její přehlednosti a snadné interpretovatelnosti, která umožňuje uživatelům rychle a lehce vyhodnocovat získané výsledky, identifikovat klíčové položky a vyhledávat zajímavé segmenty případů.
Cílem rozhodovacích stromů je identifikovat objekty, popsané různými atributy, do tříd. Představit si je můžeme jako řádky v tabulce, kde jednotlivé sloupce jsou atributy (barva očí, délka ocasu). Jelikož se jedná o strom, algoritmus je velmi rychlý. Rozhodovací strom se musí nejprve vytvořit z množiny daných objektů, které musí někdo (učitel, jiný algoritmus) zařadit do skupin (skupina se obvykle označuje jako závislý atribut a zapisuje se do tabulky do posledního sloupce). Jedná se tedy o učení s učitelem.
Každý uzel stromu představuje rozhodování podle jedné (vybrané) vlastnosti objektu, z tohoto uzlu vede konečný počet hran. Proto je nutné vlastnosti nejdříve diskretizovat (např. z reálných čísel do konečného počtu intervalů). Kámen úrazu je však ve vytváření takového stromu. Ten musí co nejlépe objekty od sebe odlišit. Pro kořenový uzel se vybírá takový atribut, který objekty od sebe maximálně odliší. Využívá se proto entropie (míra informační hodnoty atributu). Vytváření stromů je dobře popsáno ve známých algoritmech ID3 a C4.5.